# Bramley (West Yorkshire)
Bramley ist ein westlicher Stadtteil von Leeds, West Yorkshire, England. Es ist eine alte Industriestadt mit zahlreichen Gebäuden aus dem 19. Jahrhundert, council housing aus dem 20. Jahrhundert im Osten und privaten Wohnhäusern im Westen.

## Geschichte
Das Domesday Book von 1086 erwähnt Bramley als Brameleia und Bramelie.
In den 1960er und 1970er Jahren wurden große Teile Bramleys einer Stadterneuerung unterzogen. Das alte Stadtzentrum wurde durch das Einkaufszentrum Bramley Shopping Centre ersetzt, nach dem Zentrum von Seacroft das zweite zweckbestimmt gebaute Zentrum eines Vorortes in Leeds. Im Gegensatz zu Seacroft wurde hier jedoch ein bestehendes Ortszentrum ersetzt, dessen Häuser und Geschäfte sich in schlechtem Zustand befanden und nicht mehr modernen Standards entsprachen. Diese Umgestaltung ist jedoch umstritten, da ein „einstmals malerisches Gebiet“ und ein historisch gewachsenes Stadtzentrum in Yorkshire abgerissen und überbaut wurden. Nachdem der Zustand des Einkaufszentrums sich zeitweise verschlechtert hatte, wurden ab 2008 neue Ankermieter wie Farmfoods und Tesco gewonnen.
Bramley Town Conservation Area, ein Gebiet zwischen Bramley Park und Hough Lane, dient der Erhaltung und dem Schutz großer Teile der verbliebenen historischen Bausubstanz, darunter auch der als ginnels bekannten schmalen Gassen.

## Sehenswürdigkeiten und Kultur
Am Ort einer ehemaligen Gießerei wurde 1904 das Hallenbad Bramley Baths mit einem 25-Meter-Becken errichtet, einer Turnhalle und einem russischen Dampfbad errichtet. Es ist eins der besterhaltenen Beispiele für den Stil der Epoche Edwards VII. im Schwimmbadbau.
Bramley Falls Wood ist ein Naherholungsgebiet im Norden des Ortes am Leeds and Liverpool Canal. Bramley Park mit einem unterirdischen Wasserspeicher an seiner höchsten Stelle liegt im Westen des Ortes. Hier findet Bramley Carnival statt und wird zur Guy Fawkes Night ein Feuerwerk veranstaltet.
In Bramley gibt es mehrere Kirchen: zwei anglikanische, eine der Baptisten, eine Kirche des Nazareners (eine Wesleyanische Richtung des Methodismus), einen Königreichssaal der Zeugen Jehovas, eine methodistische und eine römisch-katholische Kirche.
Bramley hat unter anderen folgende Sportvereine:
- Bramley Juniors Football Club, gegründet 1994
- Bramley Buffaloes (Rugby League), gegründet 1879
- Bramley Phoenix (Rugby Union)

In Victoria Park auf der Grenze von Bramley und Kirkstall wird das Strohballenbau-Wohnprojekt LILAC angelegt.

## Verkehr
Bramley hat einen Haltepunkt mit zwei Bahnsteigen an der Bahnstrecke Leeds–Bradford Interchange, der von der Calder Valley Line bedient wird, und ist durch Stadtbuslinien mit Leeds und Bradford verbunden. Der zuständige Verkehrsverbund ist West Yorkshire Metro.
Durch Bramley führen die Hauptstraßen A647 New Wortley – Bramley und A657 Bramley – Saltaire.

## Ansichten

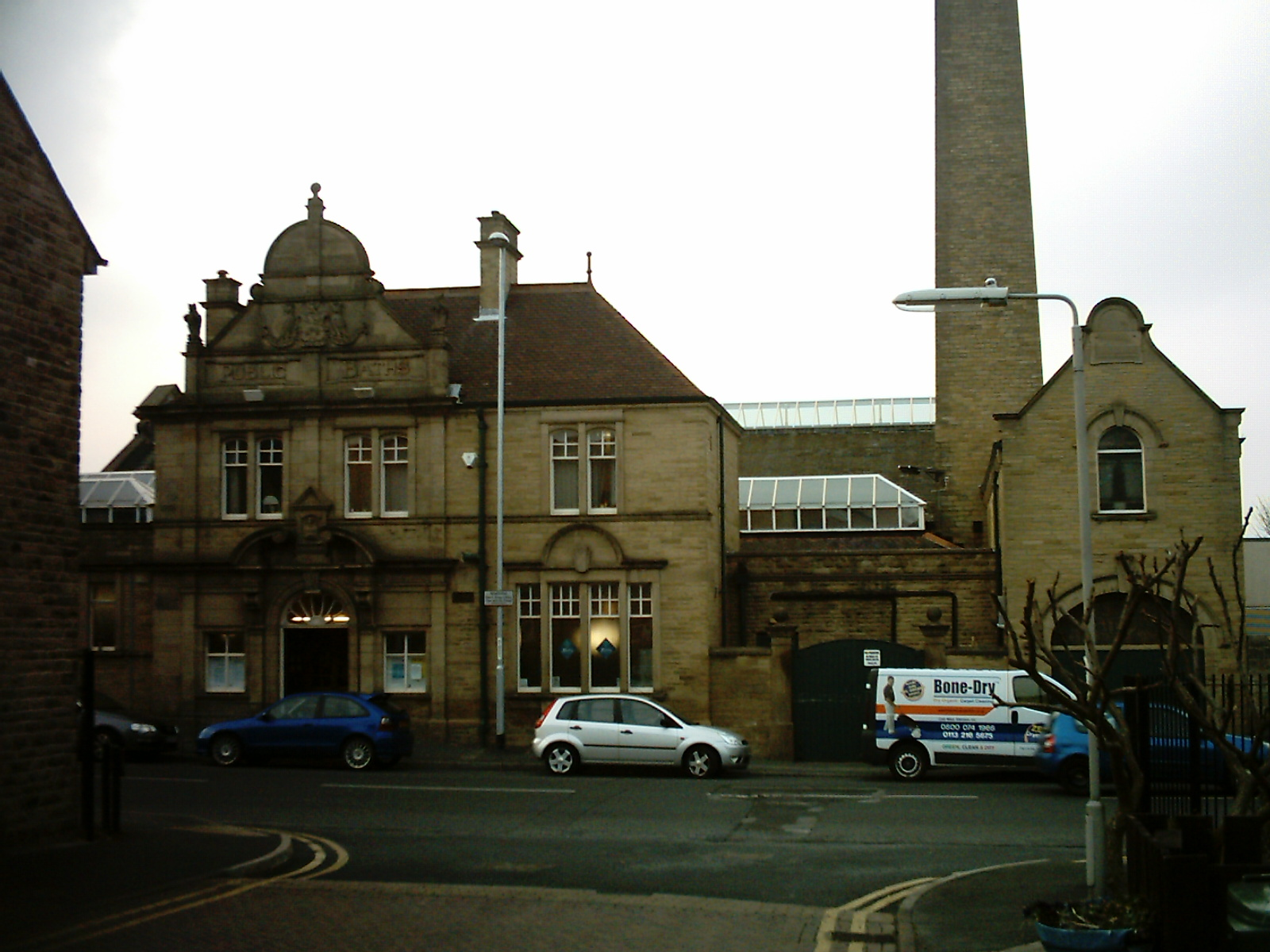
Bramley Baths
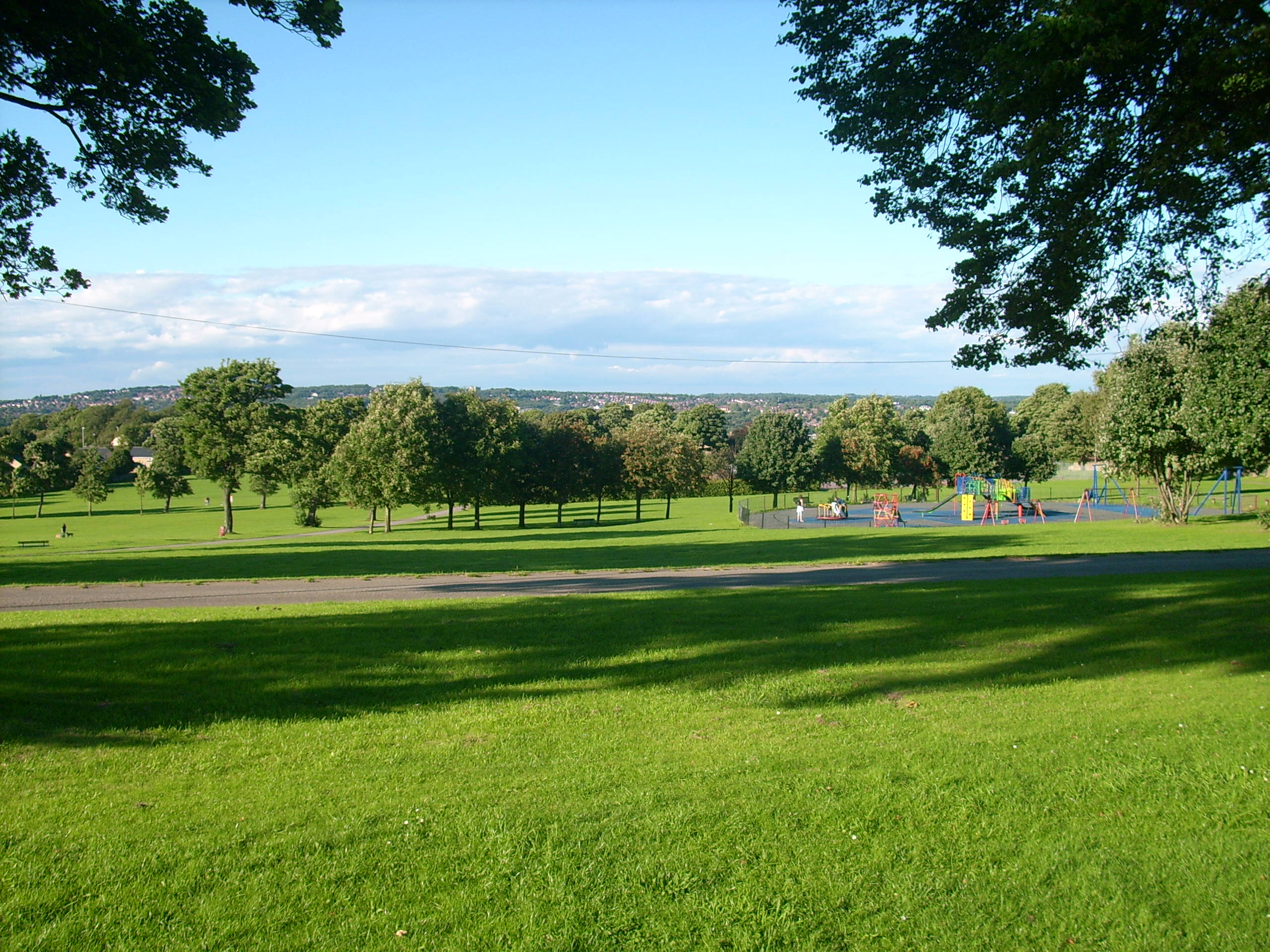
Bramley Park, 2008
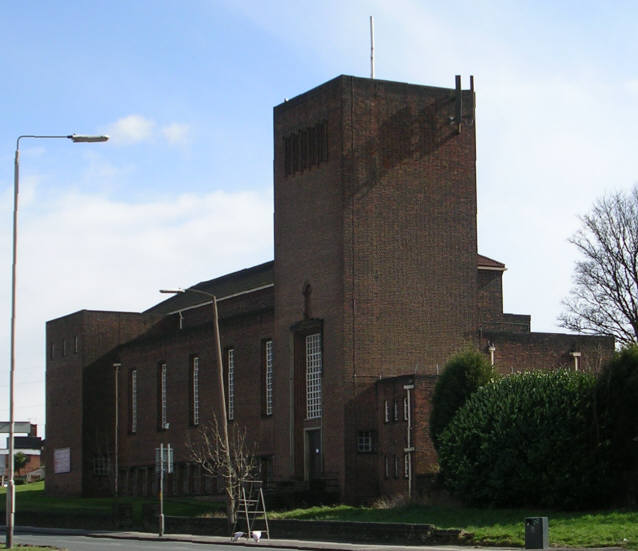
Kirche zum hl. Beda Venerabilis
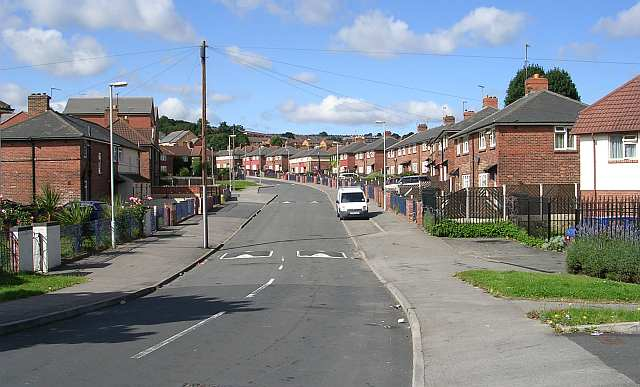
Wohnhäuser in Wyther Park Hill
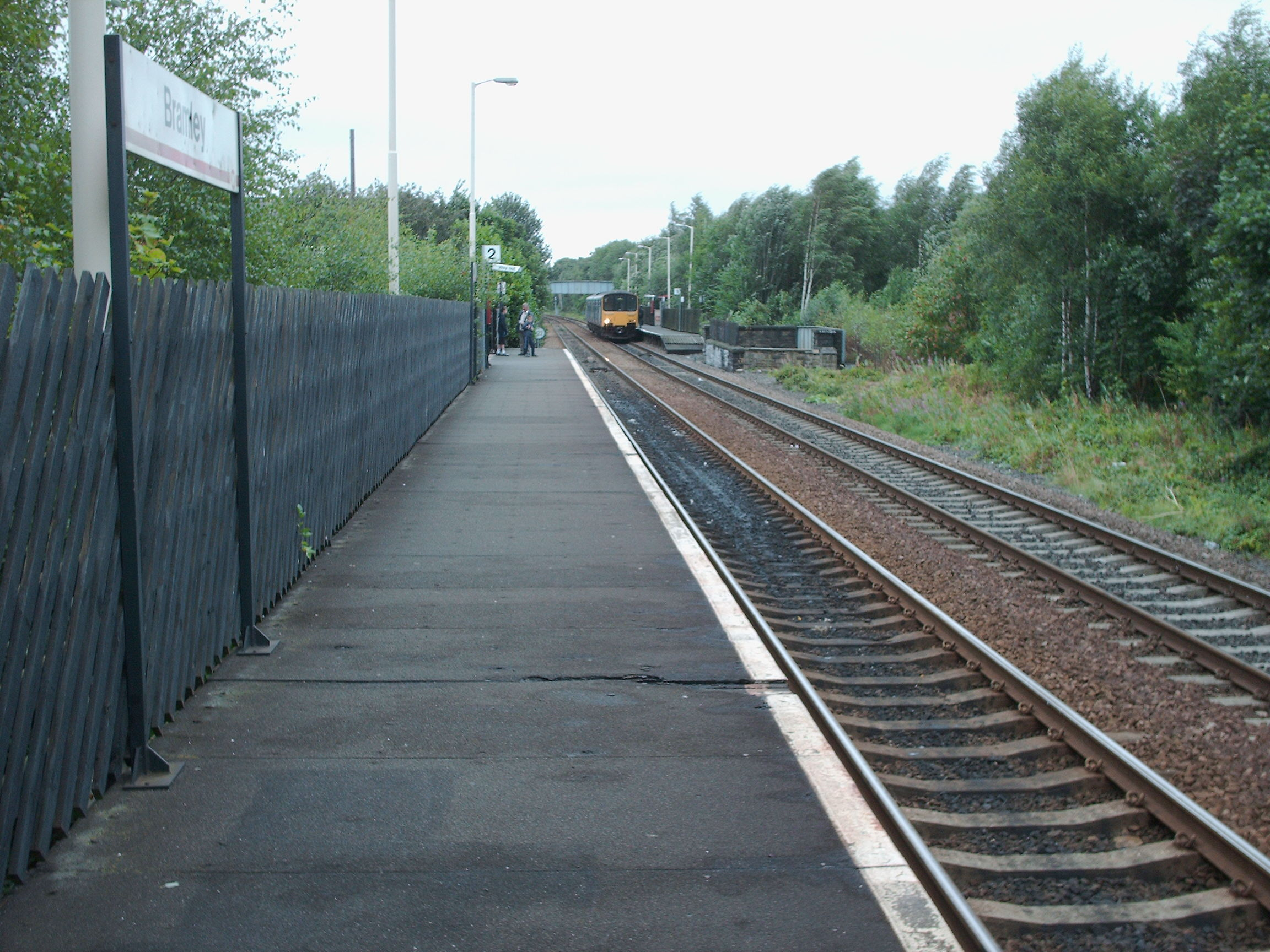
Bahnstation Bramley (2006)

## Persönlichkeiten
- Ronnie Stringwell (* 1928), Radrennfahrer